# Annual Review of Earth and Planetary Sciences
Annual Review of Earth and Planetary Sciences est une revue scientifique annuelle à comité de lecture publiée par Annual Reviews, qui couvre largement les sciences de la Terre et des planètes, notamment la géologie, les sciences de l'atmosphère, le climat, la géophysique, les sciences de l'environnement, les risques géologiques, la géodynamique, la formation des planètes et les origines du système solaire. Les coéditeurs sont Katherine H. Freeman (en) (université d'État de Pennsylvanie) et Raymond Jeanloz (en) (université de Californie à Berkeley). En 2023, le Journal Citation Reports attribue à la revue un facteur d'impact pour 2022 de 14,9.  Depuis 2023, il est publié en libre accès, selon le modèle « subscribe to Open ».

## Histoire
L'Annual Review of Earth and Planetary Sciences a été publiée pour la première fois en 1973 par l'éditeur à but non lucratif Annual Reviews. L’objectif du comité éditorial était de produire des articles de synthèse critiques condensant un grand volume de recherche en un produit final utilisable par les étudiants, les spécialistes et les non-spécialistes. À la fin des années 1990, elle a commencé à publier des documents par voie électronique. Les changements de format en 2006 comprenaient une simplification du formatage, l'inclusion de définitions dans les marges, plus de couleur et l'expansion des documents supplémentaires, tels que des vidéos, à la lumière de l'accès croissant via Internet.
La taille des volumes individuels a augmenté au fil du temps : les volumes publiés en 2000, 2007, 2012, et 2013 étaient chacun notés au moment de la publication comme étant le plus grand volume jamais produit par la revue par nombre de pages ou nombre d'articles. Depuis 2020, il a été publié à la fois sous forme imprimée et électronique. Certains de ses articles sont disponibles en ligne avant la date de publication du volume.

## Portée et indexation
Son champ d'application est défini comme couvrant les développements significatifs dans le domaine des sciences planétaires, englobant les sciences de la Terre. Les sous-disciplines spécifiques incluses sont la climatologie, les sciences de l'environnement et l'histoire de la vie. Chaque volume commence par un chapitre préliminaire de la biographie ou de l'autobiographie d'un scientifique notable dans le domaine. En 2023, Journal Citation Reports indique que le facteur d'impact de la revue est de 14,9, la classant troisième sur 201 revues dans la catégorie « Géosciences, multidisciplinaire » et quatrième sur 69 dans « Astronomie et astrophysique ».  Il est résumé et indexé dans Scopus, Science Citation Index Expanded, CAB Abstracts (en), Inspec et Academic Search, entre autres.

## Processus éditoriaux
L'Annual Review of Earth and Planetary Sciences est dirigée par le rédacteur ou les co-éditeurs. Le rédacteur est assisté par le comité éditorial, qui comprend des rédacteurs associés, des membres réguliers et occasionnellement des rédacteurs invités. Les membres invités participent sur invitation de l'éditeur et remplissent un mandat d'un an. Tous les autres membres du comité éditorial sont nommés par le conseil d'administration des Annual Reviews et exercent un mandat de cinq ans. Le comité éditorial détermine les sujets qui doivent être inclus dans chaque volume et sollicite les critiques d'auteurs qualifiés. Les manuscrits non sollicités ne sont pas acceptés. L'évaluation par les pairs des manuscrits acceptés est assurée par le comité éditorial.

### Éditeurs de volumes
Les dates indiquent les années de publication au cours desquelles une personne a été créditée en tant que rédacteur en chef ou co-éditeur d'un volume de revue. Le processus de planification d'un volume commence bien avant la parution du volume, de sorte que la nomination au poste de rédacteur en chef a généralement eu lieu avant la première année indiquée ici. Un éditeur qui a pris sa retraite ou qui est décédé peut être crédité en tant que rédacteur en chef d'un volume qu'il a contribué à planifier, même s'il est publié après sa retraite ou son décès.
- Fred A. Donath (1973-1980)[16]
- George Wetherill (1981-1996)[17]
- Raymond Jeanloz (1997-2013)[4]
- Jeanloz et Katherine H. Freeman (2014-présent) [18].

### Comité de rédaction actuel
Depuis 2022, le comité éditorial est composé des co-éditeurs et des membres suivants :
- Paul L. Koch
- Michael Manga
- Galen A. McKinley
- J. Taylor Perron
- Roberta Rudnick.